# Гносеология вопроса
Гносеоло́гия вопро́са — область философского знания, рассматривающая вопрос сам по себе, зависимость знаний от вопросов, и вопроса от знаний.
С точки зрения эпистемологии, вопрос представлен субъективной данностью, не лежащей во внешнем мире, но вытекающий из фактов действительности. Фактически, это означает первичность «ответа», по отношению вторичности самого вопроса.
Это ясно видно на примере загадок: ответ уже существует, причём вполне определённый, независимо от того, что фактически им мог являться и другой предмет. К примеру: «Зимой и летом одним цветом. Что это?» Ответом может быть любой предмет, обладающий постоянным (не меняющимся при изменении времени года) цветом.